# Bourletiella spinata
Bourletiella spinata är en urinsektsart som först beskrevs av Macgillivray 1893.  Bourletiella spinata ingår i släktet Bourletiella och familjen Bourletiellidae. Inga underarter finns listade.